# Новый Порт (станция)
Но́вый Порт — конечная таможенная и пограничная грузовая железнодорожная станция т. н. «Путиловской ветви» Санкт-Петербургского железнодорожного узла на территории Гутуевского острова. Основана в 1881 году, датой внесения в формировавшуюся тогда же железнодорожную сеть считается 1891 год.
В настоящее время по сути является комплексом из трёх станций: Новый Порт (код ЕСР 035809), Новый Порт — Перевалка (035103) и Новый Порт — Экспорт (035902).
Обслуживает близлежащие предприятия петербургского грузового морского порта и имеет паромное железнодорожное соединение с железнодорожной сетью Балтийского завода на Васильевском острове. Рейсы выполняет паром-ледокол ПЛ-2, используются тепловозы ТГМ23, которые переправляются вместе с вагонами на пароме.
Станция Новый Порт обслуживает 1 и 2 районы порта, 3 и 4 районы обслуживает станция Автово.
Выходная горловина станции Новый Порт на востоке по двухпутному мосту пересекает реку Екатерингофку, где Путиловская линия идёт параллельно эстакаде ЗСД. Далее следует соединение с внутренней станцией Кировского завода Пущино, далее пути перегона совместно с эстакадой ЗСД пересекают проспект Стачек и улицу Маршала Говорова, после чего пути переходят в железнодорожную развязку у станции Корпусный Пост: здесь соединительные ветви соединяют Путиловскую линию также со станциями Нарвская, Броневая и Санкт-Петербург-Балтийский.

## Галерея

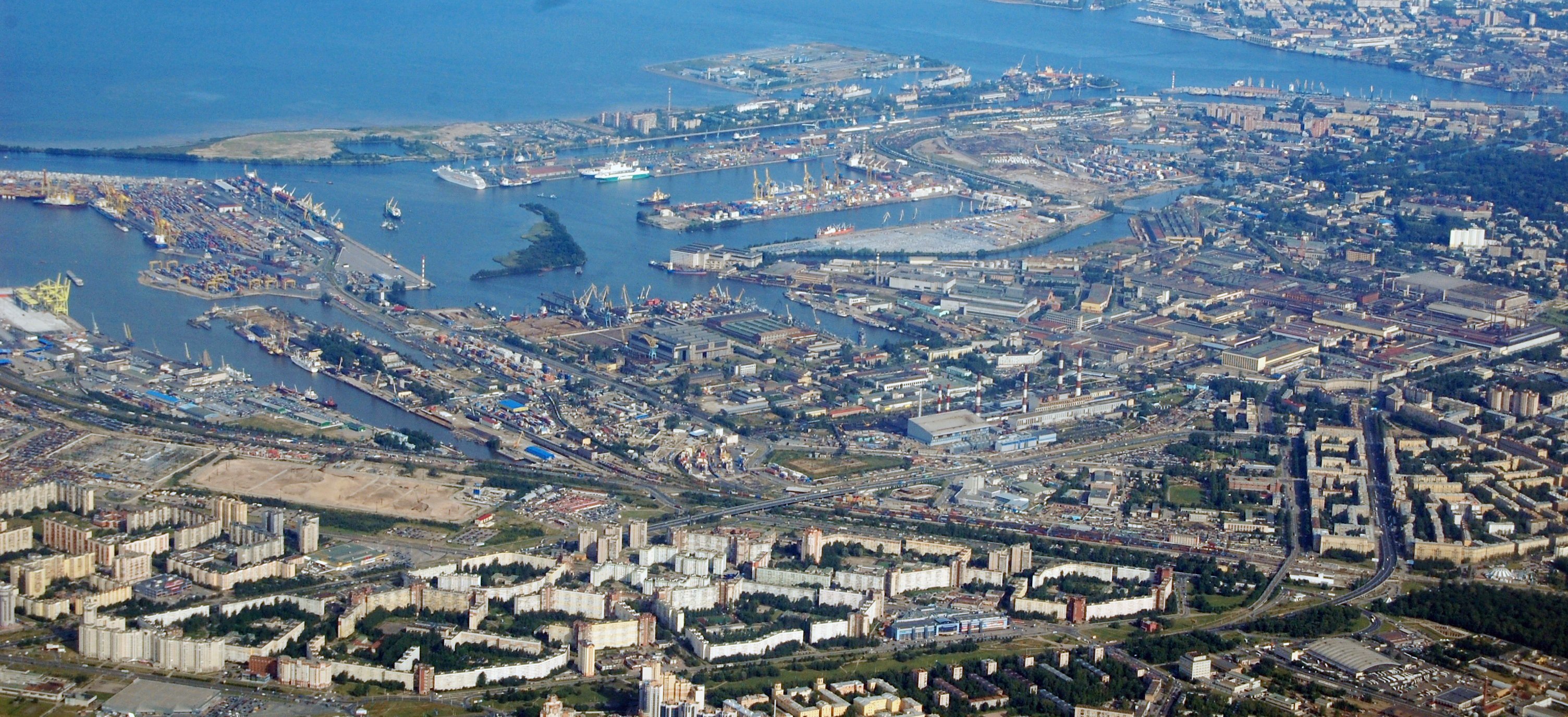
Общий вид залива с Гутуевским островом в 2010 году
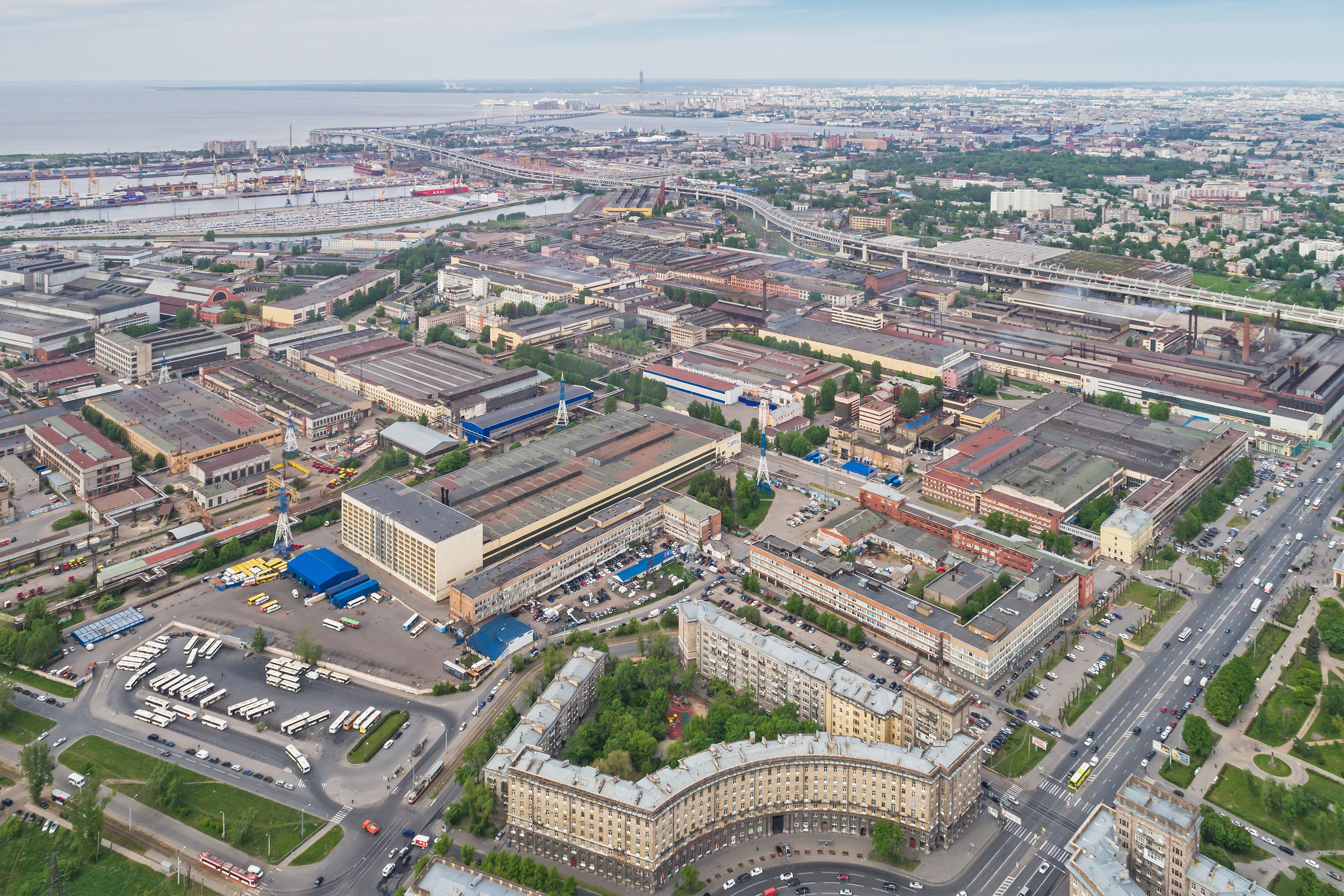
Общий вид залива от Кировского завода в 2017 году
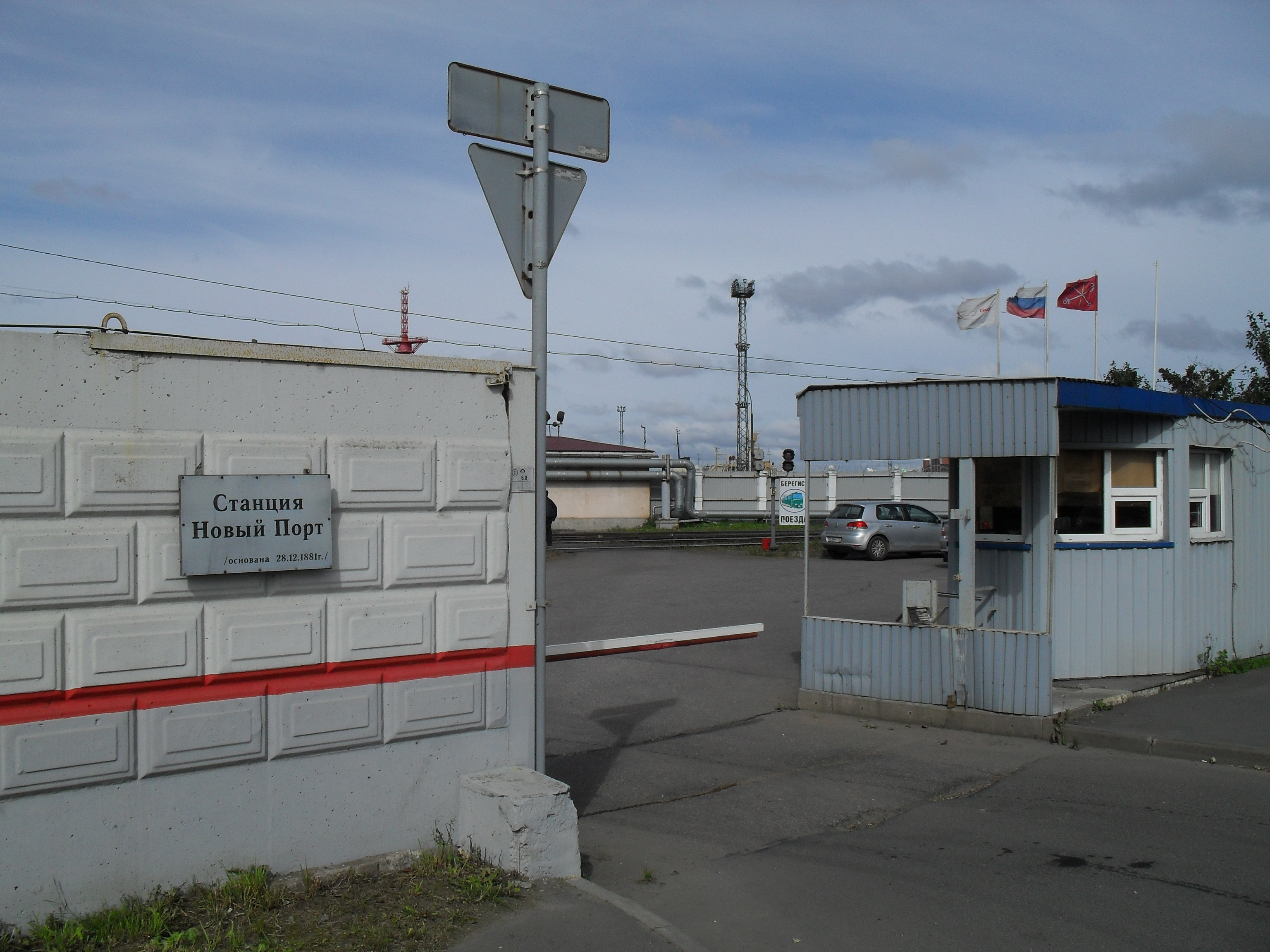
Проходная станции Новый Порт (видна надпись «Основана 28.12.1881 г.»)
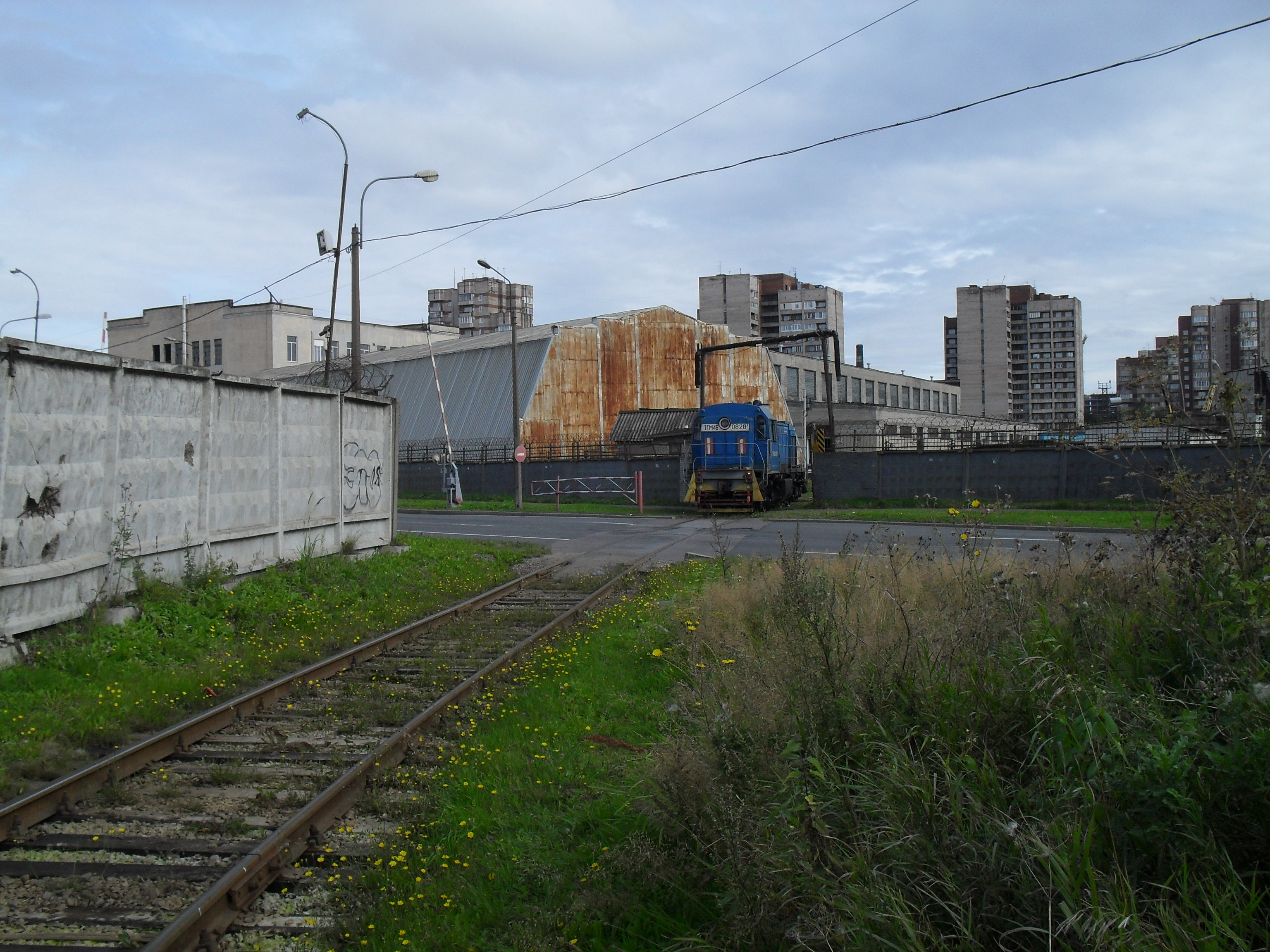
Подъездные пути у переезда через ул. Двинская
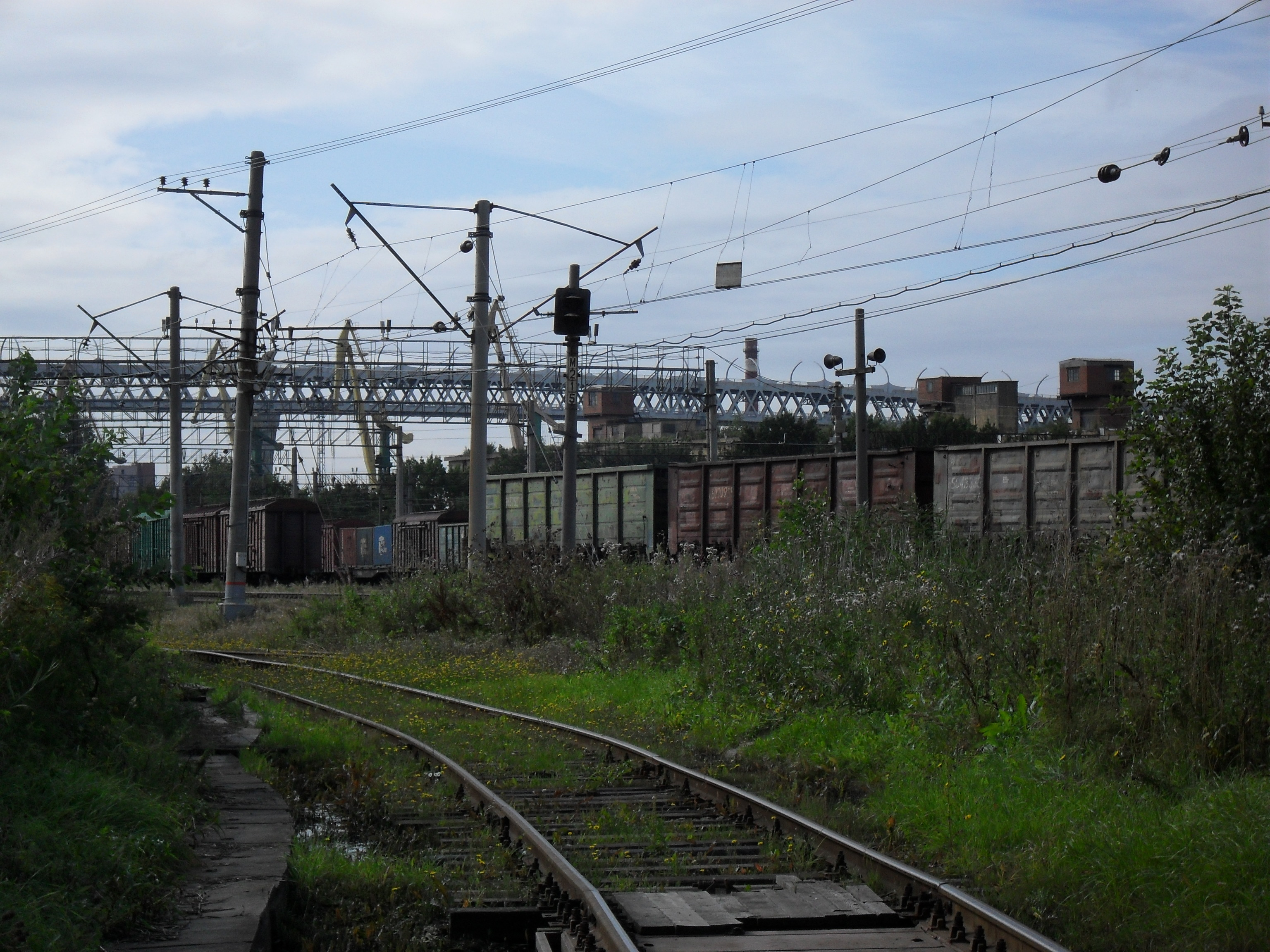
На заднем плане — эстакада ЗСД над Финским заливом
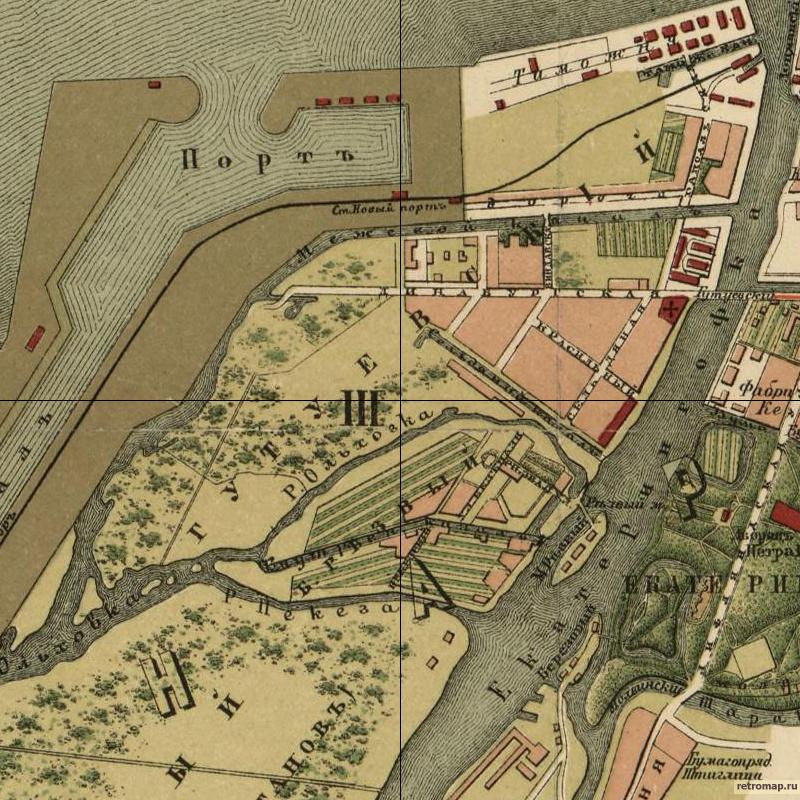
Станция Новый Порт на плане 1880 г.
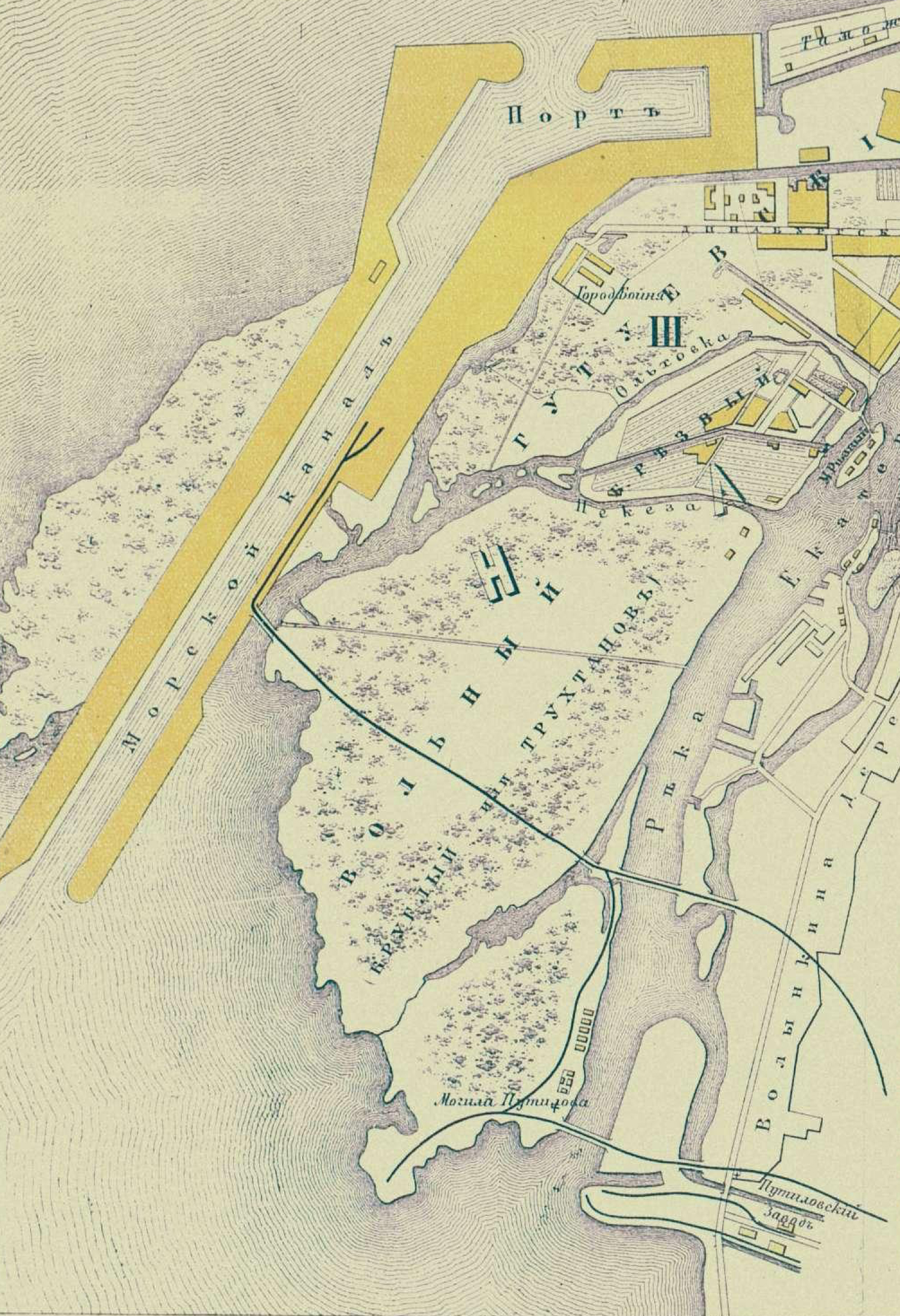
Карта местности 1888 г. с обозначением могилы основателя Путиловской линии Н. И. Путилова
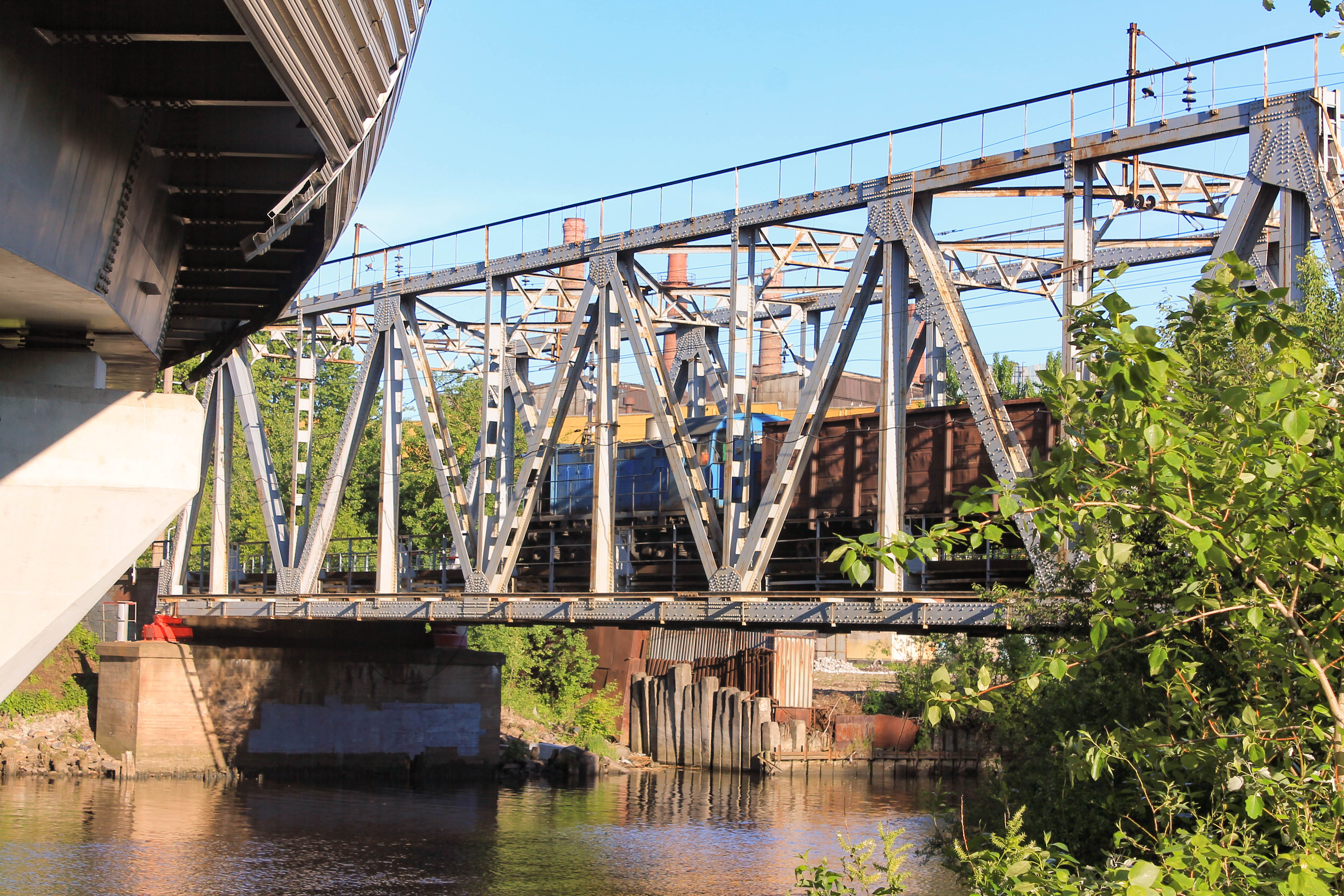
Мост через Екатерингофку — горловина станции